# Área metropolitana de Albuquerque
El área metropolitana de Albuquerque es un Área Estadística Metropolitana (MSA) centrada en la ciudad Albuquerque, estado de Nuevo México, en Estados Unidos. Denominada como tal por la Oficina del Censo de los Estados Unidos, su población según el censo de 2010 es de 887.077 de habitantes.

## Composición

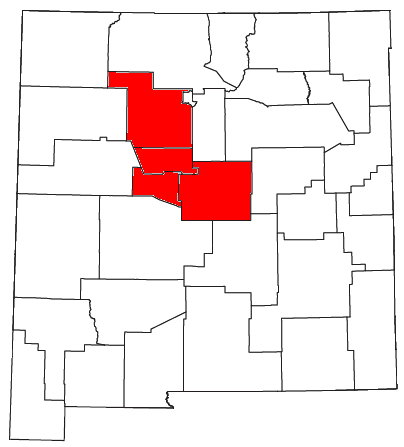
Mapa de Nuevo México con el área metropolitana de Albuquerque resaltada en rojo.

Los 4 condados que componen el área metropolitana y su población según el censo 2010:
- Bernalillo– 662.564
- Sandoval– 131.561
- Torrance– 16.383
- Valencia– 76.569

## Poblaciones del área metropolitana

### Ciudades principales
- Albuquerque
- Belén
- Moriarty
- Río Rancho

### Otras ciudades y pueblos del área
- Bernalillo
- Estancia
- Mountainair
- Peralta